# Senat Schütz I
Der Senat Schütz I amtierte vom 19. Oktober 1967 bis zum 20. April 1971 als Regierung von West-Berlin.
| Amt                                          | Name                                    | Partei | Partei |
| -------------------------------------------- | --------------------------------------- | ------ | ------ |
| Regierender Bürgermeister                    | Klaus Schütz                            |        | SPD    |
| Bürgermeister                                | Kurt Neubauer                           |        | SPD    |
| Senator für Arbeit, Gesundheit und Soziales  | Klaus Bodin                             |        | SPD    |
| Senator für Bau- und Wohnungsangelegenheiten | Rolf Schwedler                          |        | SPD    |
| Senator für Bundesangelegenheiten            | Dietrich Spangenberg (bis 9. Juli 1969) |        | SPD    |
| Horst Grabert (ab 10. Juli 1969)             |                                         | SPD    |        |
| Senator für Familie, Jugend und Sport        | Horst Korber                            |        | SPD    |
| Senator für Finanzen                         | Heinz Striek                            |        | SPD    |
| Senator für Inneres                          | Kurt Neubauer                           |        | SPD    |
| Senator für Justiz                           | Hans-Günter Hoppe                       |        | FDP    |
| Senator für Schulwesen                       | Carl-Heinz Evers (bis 4. März 1970)     |        | SPD    |
| Gerd Löffler (ab 12. März 1970)              |                                         | SPD    |        |
| Senator für Wirtschaft                       | Karl König                              |        | SPD    |
| Senator für Wissenschaft und Kunst           | Werner Stein                            |        | SPD    |